# Fabrizio Polojaz
Fabrizio Polojaz, podjetnik, kulturni delavec, * 18. september 1967, Reka.

## Življenje in delo
Fabrizio Polojaz se je rodil v Reki, oče je bil Nazario, podjetnik, mati Laura (rojena Opassi). Ko je bil še otrok se je družina preselila v Trst, kjer je obiskoval slovensko osnovno in srednjo šolo v Rojanu v Trstu. Maturiral je leta 1986 na slovenskem Znanstvenem liceju Franceta Prešerna v Trstu. V devetdesetih letih je postal direktor znanega kavnega podjetja v Trstu, leta 2007 pa je odprl lastno pražarno, ki še deluje na Proseški postaji v Trstu. Posveča se tudi inovativnim in trajnostnim pristopom na področju obdelave kave. Od leta 2015 do leta 2024 (za 5 mandatov) je bil predsednik Associazione Caffè Trieste (najstarejše tržaško združenje kavnih operaterjev, ustanovili so ga leta 1891), ko je predal predsedniško mesto in je trenutno podpredsednik združenja. Več let je bil v upravnem odboru Zadružne kraške banke z Opčin. Član je tudi izvršnega odbora SDGZ - Slovenskega deželnega gospodarskega združenja, kjer je od leta 2025 podpredsednik.
Fabrizio Polojaz je v osemdestih letih prejšnjega stoletja postal član SZSO – Slovenske zamejske skavtske organizacije, več let je bil skavtski voditelj, intenzivno pa je sodeloval pri skavtskem glasilu Jambor, še posebno kot risar stripov in pisec prispevkov. Že na srednji šoli je sodeloval v šolskem gledališkem krožku (pod mentorstvom prof. Lučke Susič), v prostem času ga ljubezen do odrskih nastopov še privlači, tako da se je večkrat udeleževal z raznimi priložnostnimi zasedbami, ki so nastopale pod imenom MTKB (Mala tržaška kabaretna banda) Zamejskega festivala amaterskih dramskih skupin, kjer so si večkrat prislužili kakšno nagrado. Besedila za skupino MTKB je navadno pisal sam Polojaz, včasih pa so prispevali nekaj teksta tudi drugi sodelavci. Občasno sodeluje tudi z drugimi gledališkimi skupinami pri kakšnem gledališkem projektu. Pripravil je tudi serijo kabaretnih oddaj za Radio Trst A. S svojimi teksti je Polojaz večkrat sodeloval na natečajih, ki jih prireja Radijski oder in marsikdaj so bile njegove igre nagrajene, objavljene in odigrane. Z vsestranskim umetnikom Paolom Pascuttom je izdal knjigo Troppo triestini: quante storie per una città (Preveč tržačani: kakšen cirkus za mesto), ki je zaživela tudi kot odrska predstava.
Fabrizio Polojaz je več let aktiven kot karikaturist in vinjetist v skupini Vile&Vampi, ki objavlja satirične vinjete v tržaških dnevnikih in tudi po spletu, leta 2020 je skupina tudi izdala knjigo, katere izkupiček so v celoti darovali v dobrodelne namene.